# Харуо Ремелик
Харуо Игнасио Ремелик (енгл. Haruo Ignacio Remeliik; 1. јун 1931 — 30. јун 1985) био је палауански политичар који је обављао функцију председника Палауа од 1981. до 1985. када је убијен.